# Транспортирующая способность потока
Транспорти́рующая спосо́бность пото́ка — количество наносов определённой гидравлической крупности за единицу времени, которое способен перемещать водоток через поперечное сечение без изменения типа русловых процессов.
Транспортирующая способность потока является одной из составляющих руслоформирующего критерия: относительной транспортирующей способности потока.